# Rábatamási vasútállomás
Rábatamási vasútállomás egy Győr-Moson-Sopron vármegyei vasútállomás, Rábatamási településen, a GYSEV üzemeltetésében. A település belterületének északnyugati szélén helyezkedik el, közúti elérését a 8604-es út, illetve egy abból kiágazó, önkormányzati fenntartású mellékút biztosítja.

## Vasútvonalak
Az állomást az alábbi vasútvonalak érintik:

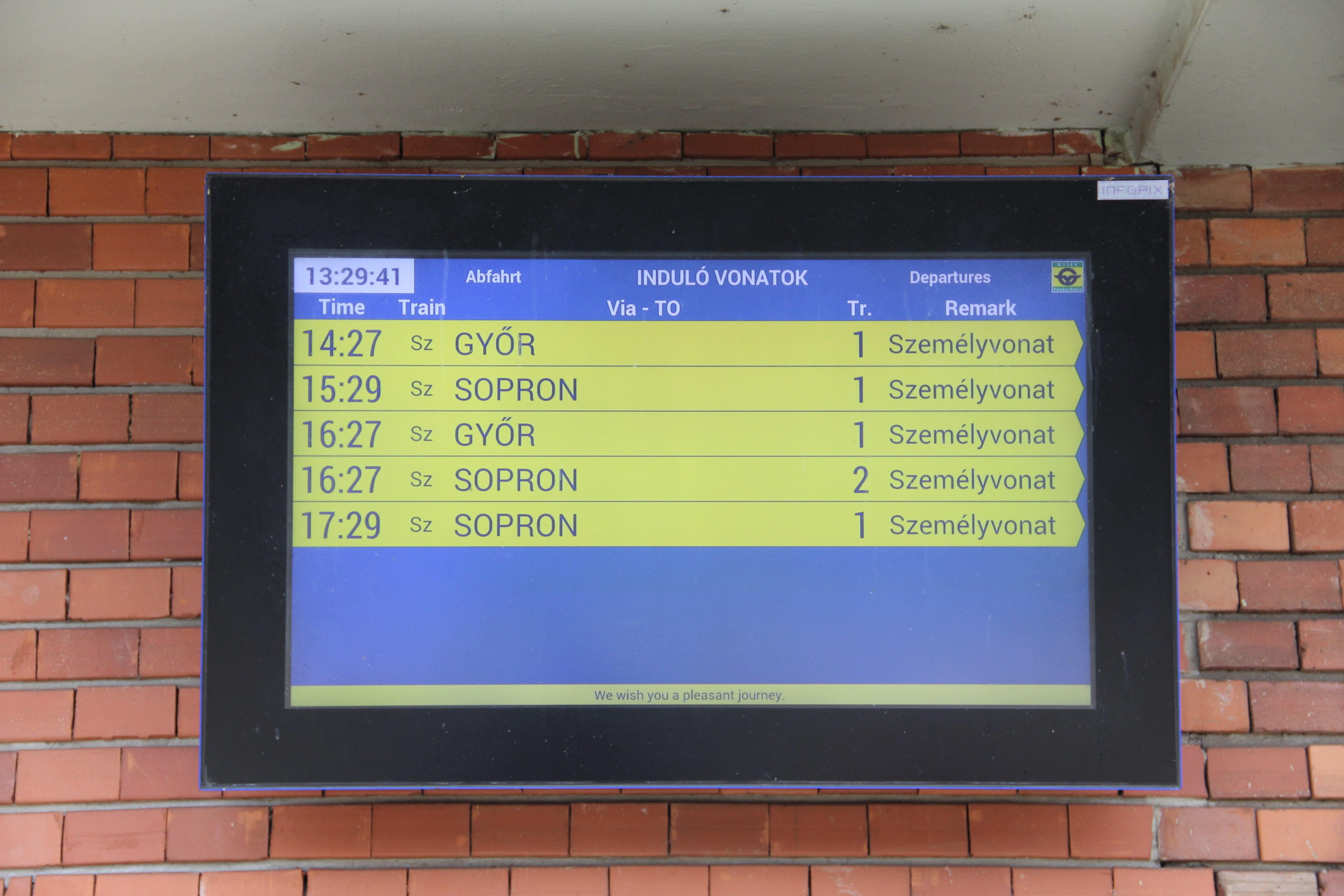

- Győr–Sopron-vasútvonal

## Kapcsolódó állomások
A vasútállomáshoz az alábbi állomások vannak a legközelebb:
- Farád megállóhely (Győr vasútállomás, Győr–Sopron-vasútvonal)
- Szárföld megállóhely (Sopron vasútállomás, Győr–Sopron-vasútvonal)

## Forgalom
| Járat        | Útvonal | Gyakoriság   |
| ------------ | --- | ------------ |
| személyvonat | Győr – Ikrény – Rábapatona – Enese – Kóny – Csorna – Farád – Rábatamási – Szárföld – Veszkény – Kapuvár – Vitnyéd-Csermajor – Petőháza – Fertőszentmiklós (– Pinnye – Fertőboz) – Sopron | 1-2 óránként |